# آنا فيشر
آنا فيشر (بالألمانية: Anna Fischer)‏ (و. 1986 – م) هي ممثلة، ومغنية، من ألمانيا الشرقية، ولدت في برلين.

## وصلات خارجية
- آنا فيشر على موقع IMDb (الإنجليزية)
- آنا فيشر على موقع مونزينجر (الألمانية)
- آنا فيشر على موقع ألو سيني (الفرنسية)
- آنا فيشر على موقع ميوزك برينز (الإنجليزية)
- آنا فيشر على موقع أول موفي (الإنجليزية)
- آنا فيشر على موقع قاعدة بيانات الفيلم (الإنجليزية)
- آنا فيشر على موقع كينوبويسك (الروسية)